# Remake Frankfurter Frauen Film Tage

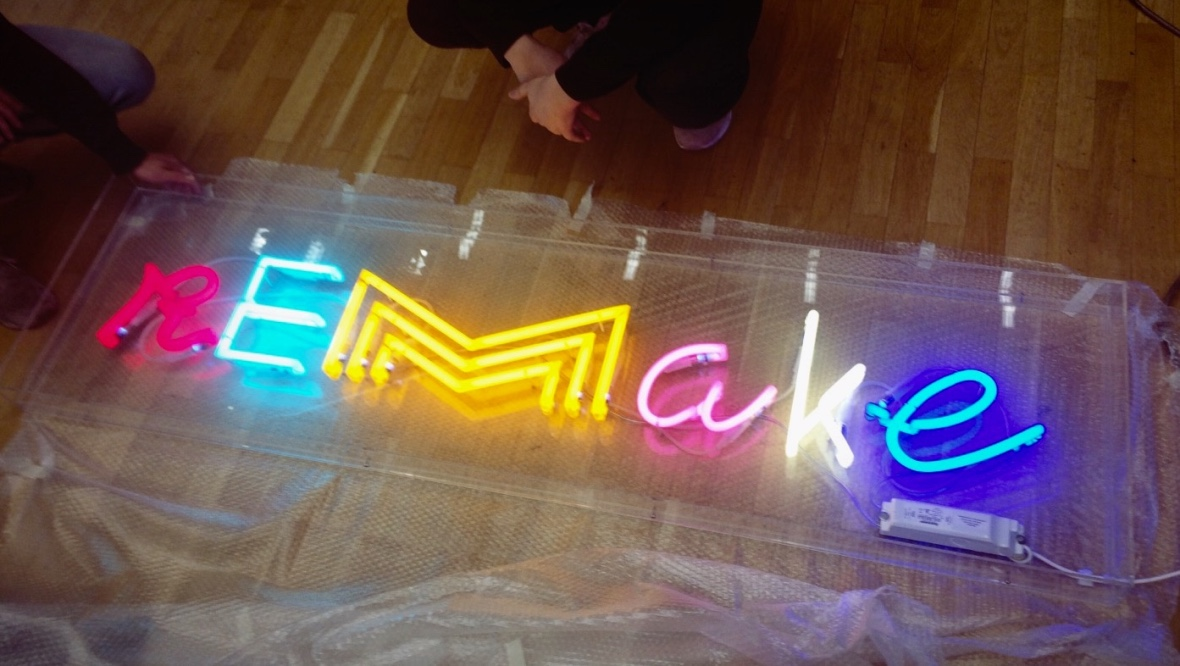
REMAKE Neonleuchtschild

Remake. Frankfurter Frauen Film Tage ist eine Veranstaltung der Kinothek Asta Nielsen e.V., die 2018 zum ersten Mal stattfand. Remake wird kuratiert von Gaby Babić, Karola Gramann und Heide Schlüpmann.
Das Filmfestival das, anders als die meisten anderen, kein Wettbewerbsprogramm präsentiert und sich keine Genre-, Format und Premierenvorgaben auferlegt. Dafür bietet Remake wechselnde Themenschwerpunkte zur Geschichte und Gegenwart der Filmarbeit von Frauen, den Geschlechterverhältnissen im Kino und dem queer cinema. Die Filme werden im Originalformat aufgeführt, Diskussionen und Vorträge runden das Programm ab. Dazu kommen Rückblicke auf ein frühes feministisches Filmfestival und die Wiederentdeckung vergessener Akteurinnen des Kinos. Das Filmprogramm wird um Vorträge, Veranstaltungen und eine Publikation erweitert.

## Festivalausgaben

### Remake. Frankfurter Frauen Film Tage 2018
Die erste Ausgabe des Festivals  fand vom 2. bis 11. November 2018 statt. Hauptspielorte waren das Kino des Deutschen Filmmuseums und das Unikino Pupille. Gezeigt wurden über 50 Lang- und Kurzfilme. Thematische Schwerpunkte waren „100 Jahre Frauenwahlrecht – 50 Jahre Feministische Filmarbeit“, die Filme der Frankfurter Filmemacherin Recha Jungmann und das Women’s Event des Filmfestivals Edinburgh 1972.
Im Zuge des Schwerpunkts „100 Jahre Frauenwahlrecht – 50 Jahre Feministische Filmarbeit“ kooperierte die Kinothek Asta Nielsen mit dem Historischen Museum Frankfurt. Folgende Filme von Recha Jungmann wurden in Kooperation mit dem Deutschen Filmmuseum restauriert und digitalisiert: Renate (BRD 1967), Two Right, Two Left, Drop One (CDN 1972), Etwas tut weh (BRD 1980), Zwischen Mond und Sonne (BRD 1981), Unsere Mütter, unsere Väter (BRD 1982).
Jutta Brückner hielt die Eröffnungsrede. Weitere prominente Vortragende waren Laura Mulvey und Richard Dyer. Die erste Ausgabe des Festivals hatte ungefähr 20.000 Besucher zu verzeichnen.
Die von Heide Schlüpmann und Andrea Haller herausgegebene und unter Mitarbeit von Karola Gramann entstandene Publikation „Zu Wort Kommen“ anlässlich Remake 2018 beinhaltet folgende Kapitel: Das Recht auf Kino – Weibliche Stimme – Die Geschichte unserer Verrücktheit machen wir – Edinburgh '72 – Recha Jungmann

### Remake. Frankfurter Frauen Film Tage 2019
Die zweite Ausgabe von Remake. Frankfurter Frauen Film Tage fand im November 2019 statt. Dieses Projekt war schwerpunktmäßig dem Thema „Geschichtsanschauung. HerStory im Kino“ gewidmet.

### Remake. Frankfurter Frauen Film Tage 2021
Die dritte Ausgabe des Festivals fand vom 23. bis 28. November 2021 statt. Spielorte waren das Kino des Deutschen Filmmuseum und das Unikino Pupille.
Thematische Schwerpunkte waren „...weil nur zählt, was Geld einbringt“: Frauen, Arbeit und Film, Tribut an Feminale und femme totale: Köln 1984, Dortmund 1987 und Tribut zu Frieda Grafe und ihre Arbeit als Filmkritikerin.
Die von Heide Schlüpmann und Gaby Babic herausgegebene und unter Mitarbeit von Andrea Haller entstandene Publikation „...weil nur zählt, was Geld einbringt“ anlässlich Remake 2021 behandelt folgende Kapitel: Gesichte und Gegenwart - Im Kino - Feminale - Frieda Grafe.

### Remake. Frankfurter Frauen Film Tage 2023
Die vierte Ausgabe von Remake hat das Moto: Gemeinsam…! Nähe, Verantwortung und Solidarität mit Anderen. Unter diesem Motto versammeln sich Filme zu Fraueninitiativen historischen queer-feministischen Kollektiven. Mit einem Tribut an CHAOS FILM Hildegard Westbeld führt Remake die „Geschichtsschreibung“ zu feministischen Filmfestivals und -initiativen fort. In der Ausgabe von 2023 wurde die Arbeit der Berliner Filmarbeiterin, Aktivistin und Produzentin Hildegard Westbeld gewürdigt, die Ende der 1970er Jahre den ersten Filmverleih von und für Frauen gründete.

## Publikationen
- Heide Schlüpmann, Andrea Haller (Hrsg.): Zu Wort kommen: Eine Publikation anlässlich von Remake. Frankfurter Frauen Film Tage 2018. Kinothek Asta Nielsen e.V, Frankfurt am Main 2018. ISBN 978-3-00-060115-6
- Karola Gramann, Heide Schlüpmann, Andrea Haller (Hrsg.): Geschichtsanschauungen: Eine Publikation zu Remake. Frankfurter Frauen Film Tage 2019. Kinothek Asta Nielsen e.V, Frankfurt am Main 2019. ISBN 978-3-00-063863-3
- Gaby Babić, Heide Schlüpmann unter Mitarbeit von Andrea Haller (Hrsg.): .. weil nur zählt, was Geld einbringt: Eine Publikation zu Remake. Frankfurter Frauen Film Tage 2021. Kinothek Asta Nielsen e.V, Frankfurt am Main 2021. ISBN 978-3-00-070348-5
- Gaby Babić, Sarah Happersberger und Heide Schlüpmann (Hrsg.): Gemeinsam! Nähe, Verantwortung und Solidarität mit Anderen. Eine Publikation zu Remake. Frankfurter Frauen Film Tage 2023. Kinothek Asta Nielsen e.V, Frankfurt am Main 2018. ISBN 978-3-00-077335-8.

## Förderungen
Remake. Frankfurter Frauen Film Tage wird gefördert von Hessen Film und Medien GmbH, Frauenreferat der Stadt Frankfurt am Main und Kulturamt der Stadt Frankfurt am Main. Und wird unterstützt vom Hessischen Ministerium für Wissenschaft und Kunst.